# Camera dei deputati (Repubblica Ceca)
La Camera dei deputati del Parlamento della Repubblica Ceca (in ceco: Poslanecká sněmovna Parlamentu České Republiky), più semplicemente nota con la denominazione di Camera dei deputati (Poslanecká sněmovna), è la camera bassa del Parlamento della Repubblica Ceca. Ha sede nel quartiere di Malá Strana a Praga.
La Poslanecká sněmovna è giovane come la Repubblica Ceca. Le prime elezioni si sono svolte nel 1996. È composta da 200 membri eletti per quattro anni a suffragio universale (con sistema proporzionale).

## Significato diPoslanecká sněmovna
Snem significa la dieta dei membri della corona di Boemia. Sněmovna è invece costruita sulla radice del suffisso locativo "-ovna".

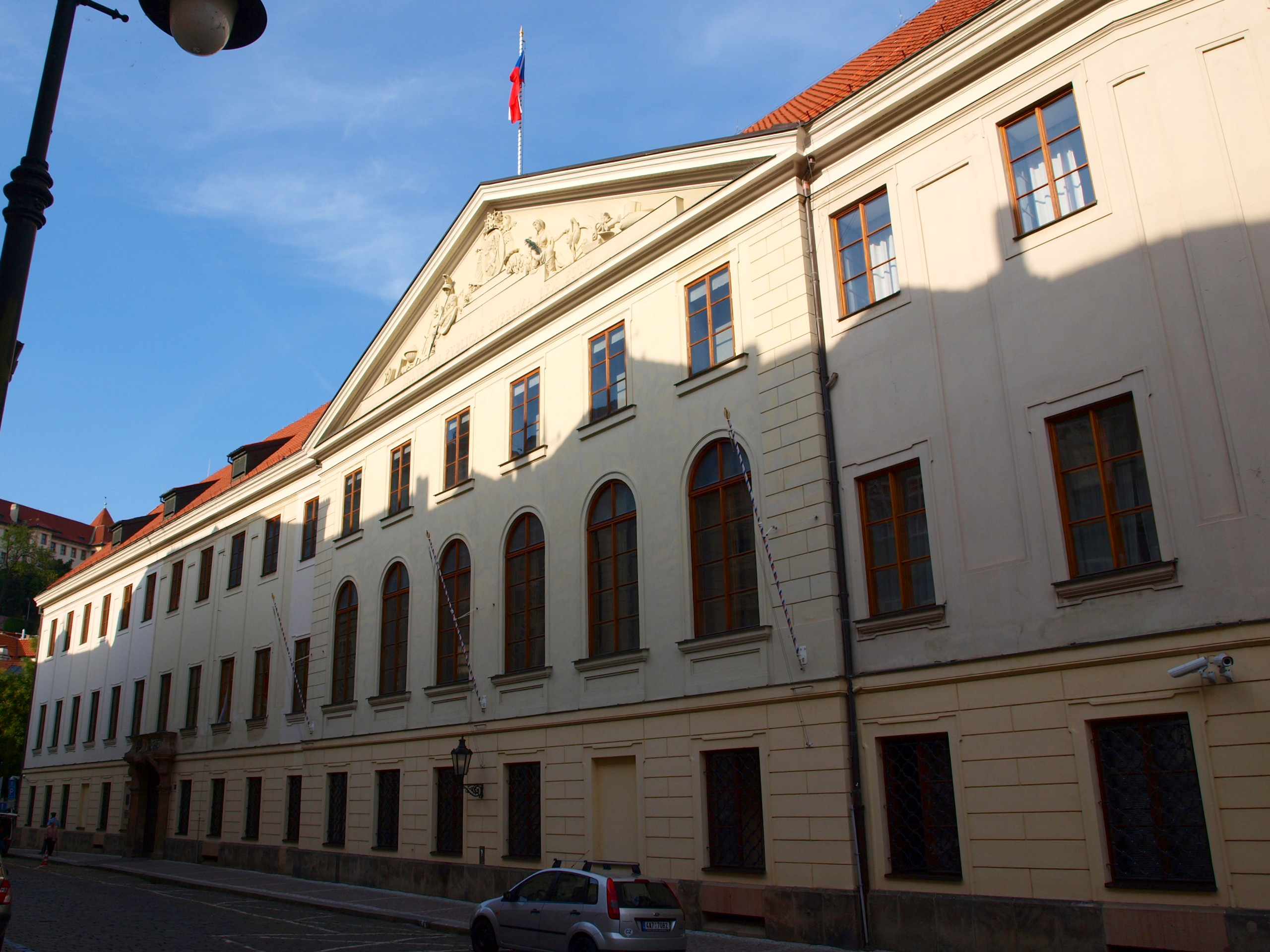
Palazzo Thunovský a Praga, sede della Poslanecká sněmovna

## Poteri
L'assemblea detiene le funzioni tipiche delle camere basse nei sistemi parlamentari: essa dà la fiducia al Governo, su proposta del Presidente della Repubblica può censurarlo, ha il potere di iniziativa legislativa e del voto di leggi. In caso di conflitto con il Senato ha la precedenza su una seconda lettura. Nel caso di due tentativi falliti, il Presidente della Camera cede normalmente la prerogativa al Presidente della Repubblica, per fornire un governo.

## Scioglimento
La Camera può essere sciolta solo dal Presidente della Repubblica Ceca, ma il potere di scioglimento non è discrezionale ed il suo esercizio è possibile solo quando si verificano le seguenti quattro condizioni:
- terzo rifiuto consecutivo della nomina di un governo (cioè dopo il rifiuto del governo presentato dal Presidente dell'Assemblea);
- quando l’Assemblea non si pronuncia definitivamente entro tre mesi su un progetto di legge di cui il governo è responsabile;
- per interruzione della sessione di 120 giorni;
- quando non è possibile effettuare deliberazioni entro tre mesi, se non vi era alcuna interruzione della riunione e se ci sono stati ripetuti per gli avvisi di riunione.

L’organo non è mai stato sciolto. La legge costituzionale 69/1998, con la modifica del sistema elettorale ha reso ancora meno probabile il verificarsi delle condizioni 3 e 4.

## Organizzazione
La camera è diretta da un Presidente eletto dall'Assemblea, che è assistito da cinque vicepresidenti. Di prassi, i lavori della sono organizzati da comitati e commissioni (affari sociali, istruzione, cultura...). Se necessario, la Camera dei deputati può decidere di istituire commissioni d'inchiesta.
I deputati godono dell'immunità parlamentare, tuttavia l'ammontare del loro stipendio è significativamente inferiore rispetto a quelli dell'Europa occidentale e nei paesi nordici.